# 小行星3598
小行星3598（英語：3598 Saucier）是一颗围绕太阳公转的小行星。1977年5月18日，E. H. Bus在帕洛马山发现了此天体。
这颗小行星的绝对星等为67.01688等。